# Shona MacLean
Shona MacLean, conosciuta anche come S. G. MacLean (Inverness, 1968), è una scrittrice scozzese di gialli storici.

## Biografia
Nata nel 1968 a Inverness da Gillespie MacLean (fratello dello scrittore Alistair MacLean) e Margaret, vive e lavora a Banff con il marito e i 4 figli.
Dopo un M.A. e un dottorato di ricerca in Storia all'Università di Aberdeen, ha esordito nella narrativa nel 2008 con il giallo storico ambientato nel 1600 La vocazione perduta di Alexander Seaton.
Dopo aver cambiato nome nel 2012 in S. G. MacLeon su consiglio degli editori per intercettare maggiormente il pubblico maschile, ha ottenuto due Ellis Peters Historical Award nel 2015 e nel 2019.

## Opere

### Serie Alexander Seaton
- La vocazione perduta di Alexander Seaton (The Redemption of Alexander Seaton), Milano, Ponte alle Grazie, 2008 traduzione di Elda Levi ISBN 978-88-7928-980-1.
- A Game of Sorrows (2010)
- Crucible of Secrets (2011)
- The Devil's Recruit (2013)

### Serie Damian Seeker
- The Seeker (2015)
- The Black Friar (2016)
- Destroying Angel (2018)
- The Bear Pit (2019)

## Premi e riconoscimenti
- Ellis Peters Historical Award: 2015 vincitrice con The Seek e 2019 vincitrice con Destroying Angel